# Gene Ubriaco
Eugene Stephen Ubriaco (né le 26 décembre 1937 à Sault Ste. Marie, dans la province de l'Ontario, au Canada) est un joueur professionnel canadien de hockey sur glace devenu entraîneur.

## Carrière
Il joue quatre saisons dans la Ligue nationale de hockey pour les Penguins de Pittsburgh, les Seals d'Oakland et les Black Hawks de Chicago. Il joue également pour des ligues mineures. Sa carrière de joueur aura duré de 1954 à 1970.
Après cela, il se reconvertit en tant qu'entraîneur d'équipes de ligues mineures. En 1983-1984, alors qu'il entraîne les Skipjacks de Baltimore, il reçoit le trophée Louis-A.-R.-Pieri en tant que meilleur entraîneur de la LAH.
Par la suite, il devient l'entraîneur des Penguins pour la saison 1988-1989 de la LNH. L'équipe menée par un Mario Lemieux finit deuxième de la division Patrick et accède aux séries éliminatoires après sept saisons improductives. L'équipe perd en finale de division contre les Flyers de Philadelphie en sept matchs après avoir écrasé les Rangers de New York au tour précédent. La saison suivante n'est pas aussi bonne et Ubriaco est remplacé par Craig Patrick en décembre 1989. En même temps, le directeur général des Penguins, Tony Esposito, qui avait fait venir Ubriaco, subit le même sort.
Au cours des Jeux olympiques de 1992, Ubriaco dirige l'équipe d'Italie de hockey sur glace.
Par la suite, il prend la tête de l'équipe de la ligue internationale de hockey des Wolves de Chicago. Il fait toujours partie de l'équipe dirigeante de la franchise (aujourd'hui franchise de la Ligue américaine de hockey) mais en tant que directeur général adjoint.

## Statistiques
| Saison     | Équipe                          | Ligue      |     | Saison régulière | Saison régulière | Saison régulière | Saison régulière | Saison régulière |   | Séries éliminatoires | Séries éliminatoires | Séries éliminatoires | Séries éliminatoires | Séries éliminatoires |
| Saison     | Équipe                          | Ligue      | PJ  | B                | A                | Pts              | Pun              | PJ               | B | A                    | Pts                  | Pun                  |                      |                      |
| 1954-1955  | St. Michael's Majors de Toronto | LHO        | 28  | 2                | 5                | 7                | 0                |                  |   |                      |                      |                      |                      |                      |
| 1955-1956  | St. Michael's Majors de Toronto | LHO        | 48  | 26               | 16               | 42               | 0                |                  |   |                      |                      |                      |                      |                      |
| 1956-1957  | St. Michael's Majors de Toronto | LHO        | 52  | 22               | 32               | 54               | 0                |                  |   |                      |                      |                      |                      |                      |
| 1958-1959  | Royals de New Westminster       | WHL        | 63  | 19               | 19               | 38               | 33               |                  |   |                      |                      |                      |                      |                      |
| 1959-1960  | Wolves de Sudbury               | EPHL       | 70  | 30               | 32               | 62               | 40               | 14               | 2 | 4                    | 6                    | 12                   |                      |                      |
| 1960-1961  | Wolves de Sudbury               | EPHL       | 24  | 4                | 12               | 16               | 27               |                  |   |                      |                      |                      |                      |                      |
| 1960-1961  | Americans de Rochester          | LAH        | 50  | 16               | 24               | 40               | 15               |                  |   |                      |                      |                      |                      |                      |
| 1961-1962  | Hornets de Pittsburgh           | LAH        | 44  | 13               | 12               | 25               | 14               |                  |   |                      |                      |                      |                      |                      |
| 1962-1963  | Americans de Rochester          | LAH        | 72  | 22               | 48               | 70               | 21               | 2                | 1 | 0                    | 1                    | 0                    |                      |                      |
| 1963-1964  | Bears de Hershey                | LAH        | 72  | 13               | 45               | 58               | 36               | 6                | 5 | 3                    | 8                    | 2                    |                      |                      |
| 1964-1965  | Bears de Hershey                | LAH        | 63  | 15               | 32               | 47               | 12               | 15               | 3 | 6                    | 9                    | 0                    |                      |                      |
| 1965-1966  | Bears de Hershey                | LAH        | 72  | 42               | 44               | 86               | 18               | 3                | 1 | 1                    | 2                    | 0                    |                      |                      |
| 1966-1967  | Bears de Hershey                | LAH        | 69  | 38               | 43               | 81               | 50               | 5                | 3 | 0                    | 3                    | 2                    |                      |                      |
| 1967-1968  | Clippers de Baltimore           | LAH        | 6   | 1                | 4                | 5                | 6                |                  |   |                      |                      |                      |                      |                      |
| 1967-1968  | Penguins de Pittsburgh          | LNH        | 65  | 18               | 15               | 33               | 16               |                  |   |                      |                      |                      |                      |                      |
| 1968-1969  | Penguins de Pittsburgh          | LNH        | 49  | 15               | 11               | 26               | 14               |                  |   |                      |                      |                      |                      |                      |
| 1968-1969  | Seals d'Oakland                 | LNH        | 26  | 4                | 7                | 11               | 14               | 7                | 2 | 0                    | 2                    | 2                    |                      |                      |
| 1969-1970  | Reds de Providence              | LAH        | 8   | 2                | 6                | 8                | 8                |                  |   |                      |                      |                      |                      |                      |
| 1969-1970  | Seals d'Oakland                 | LNH        | 16  | 1                | 1                | 2                | 4                |                  |   |                      |                      |                      |                      |                      |
| 1969-1970  | Black Hawks de Chicago          | LNH        | 21  | 1                | 1                | 2                | 2                | 4                | 0 | 0                    | 0                    | 2                    |                      |                      |
| 1979-1980  | Clippers de Baltimore           | EHL        | 1   | 0                | 0                | 0                | 0                |                  |   |                      |                      |                      |                      |                      |
| Totaux LNH | Totaux LNH                      | Totaux LNH | 177 | 39               | 35               | 74               | 50               | 11               | 2 | 0                    | 2                    | 4                    |                      |                      |